# 埃斯科维尔
埃斯科维尔（法語：Escoville）是法国卡尔瓦多斯省的一个市镇，属于卡昂区（Caen）卡布尔县（Cabourg）。该市镇总面积5.18平方公里，2009年时的人口为803人。

## 人口
埃斯科维尔人口变化图示
| 数据来源：INSEE |